# Deutsche Reichsbahn (RDA)
Pour l’article homonyme, voir Deutsche Reichsbahn pour les chemins de fer du Reich allemand.
La Deutsche Reichsbahn (abrégé : DR) était le nom porté par les chemins de fer d'État de la République démocratique allemande.

## Historique
Créés en 1949 dans la zone d'occupation soviétique en reprenant les actifs de la Deutsche Reichsbahn du Reich allemand, ils assuraient également le service du S-Bahn (chemins de fer de banlieue) sur l'ensemble de Berlin (secteur Est et secteurs Ouest). Ils ont survécu à la réunification allemande en 1990, puis ont été fusionnés en 1993 (date d'effet 1er janvier 1994) avec la Deutsche Bundesbahn créant ainsi l'actuelle société publique des chemins de fer allemands, la Deutsche Bahn.

## Matériel
La Reichsbahn dispose dès son installation en RDA de matériel issu de la Reichsbahn : matériel moteur ou non. 

### Matériel moteur
Confrontée à une pénurie plus importante qu'en Allemagne de l'Ouest, la compagnie maintient en activité plus longtemps son parc vapeur, après l'avoir modernisé de façon quasi systématique ; ainsi, se développent les Rekonstruktions Lokomotiven, machines à vapeur au fonctionnement amélioré : cette amélioration concerne les séries 01, 03, 50, 56 et 58. De plus, une nouvelle machine est mise en production, la BR 65 (à ne pas confondre avec la BR65 de la DB).

Parallèlement à ce qui se passe en Allemagne de l'Ouest, un certain nombre de machines sont transformées pour être alimentées en fuel et non plus en charbon : ainsi, certaines machines des 01, 03, 44, 50, 52 et 95 sont ainsi dotées de brûleurs à fuel.

À partir des années 1960, dans le cadre du CAEM, la Reichsbahn développe la traction diesel : sont ainsi mises en service les séries V180, puis 132 et 110, utilisées indifféremment pour la traction voyageurs et marchandises.

### Voitures et wagons

#### Wagons
La plupart des wagons de la Deutsche Reichsbahn qui ont été repris ont été modifiés pour pouvoir dépasser la durée de vie de 30 ans prévue à leur conception.

Les usines de matériel ferroviaire de la RDA ont principalement travaillé pour l'exportation et certains wagons neufs utilisés en RDA ont été produits à partir de pièces d'ancien matériel au sein d'ateliers de maintenance, principalement ceux de Dresde et de Leipzig. Dans la mesure du possible, le nouveau matériel a été conçu dans le respect des standards UIC. Les wagons importés provenaient surtout des pays du CAEM mais dans les années 1970, des wagons français ont été importés dans le cadre d'accords entre les deux pays.

Des wagons conformes aux standard de l'UIC sont aussi achetés d'occasion dans les années 1980 à l'Allemagne de l'Ouest, au Danemark, aux Pays-Bas et à la France.

### Numérotation
Avant 1968, la nomenclature mise en place par la Reichsbahn subsiste : les machines à vapeur comptent cinq chiffres, les deux premiers indiquant le type de la machine, puis le numéro de la machine. Les machines diesel portent la lettre V puis deux ou trois chiffres indiquant le numéro de la machine, et les électriques la lettre E, puis deux ou trois chiffres indiquant le numéro de la machine.